# Nova Scotia Duck Tolling Retriever
Der Nova Scotia Duck Tolling Retriever ist eine von der Fédération Cynologique Internationale (FCI) anerkannte kanadische Hunderasse (FCI-Gruppe 8, Sektion 1, Standard Nr. 312).Der Rassename bedeutet auf Deutsch etwa neuschottischer Enten-Apportierhund.

## Herkunft und Geschichte
Der Nova Scotia Duck Tolling Retriever wird seit 1945 als Rassehund vom Canadian Kennel Club (CKC) anerkannt. Die Rasse von der Ostküste Kanadas ist der Nationalhund von der kanadischen Provinz Nova Scotia. Er ist ein hochspezialisierter Jagdgebrauchshund, der gezüchtet wurde, um Enten anzulocken, ähnlich wie die Decoyhunde in Holland und England, beispielsweise die Kooikerhondje, mit denen vor allem vom siebzehnten bis neunzehnten Jahrhundert diese und ähnliche Formen der Entenjagd betrieben wurden.
Die FCi beschreibt folgendes: beim Tolling auf Enten lässt der Jäger den Hund aus einem Versteck heraus mit Stöckchen am Ufer laufend apportieren. Der Nova Scotia Duck Tolling Retriever reagiert auf leiseste Bewegungen und ist sehr quirlig. Die Enten bemerken den Hund mit der auffälligen Farbzeichnung und der hetzenden Bewegung, schwimmen näher und beobachten ihn. Sobald sie in Schussweite sind, wird der Hund abgepfiffen, die Enten werden geschossen und der Hund apportiert sie aus dem Wasser.
Über die Vorfahren der Rasse gehen die Meinungen auseinander. Eine Theorie besagt, dass das Kooikerhondje eine wesentliche Rolle gespielt hat und die Rasse über Holland und England nach Kanada kam und sich dort weiterentwickelte. Andere vertreten die Meinung, dass die Indianer Füchse beim Entenanlocken beobachtet haben und Hunde züchteten, die den Füchsen in Aussehen und diesem Verhalten ähneln. Sicher ist aber, dass bereits Mitte des siebzehnten Jahrhunderts Einwanderer über Füchse berichtet haben, die durch „Tolling“ am Ufer Enten anlockten und sie so fingen. Entsprechend wurde begonnen, Hunde zu züchten und zu trainieren.
Sichere Spuren gehen auf eine wavy-coated Retrieverhündin von J. Allen aus dem Jahre 1860, Neufundland, zurück, die mit einem Vorläufer des Labrador Retrievers verpaart wurde, später kamen noch Cocker Spaniel und vielleicht wegen der Farbe Irish Setter. Nach dem Sitz des ersten Züchters waren die Hunde erst als Yarmouth Toller oder Little River Duck Dog benannt. Dass die Rasse 1950 vom CKC anerkannt wurde, ist im Wesentlichen das Verdienst von Colonel Coldwell. Sein Interesse für die Rasse begann um 1920, als er seinen ersten Nova Scotia Duck Tolling Retriever im Jahr 1924 erwarb. Die Rasse war vom Aussterben bedroht, da viele Tiere zwischen 1908 und 1912 bei einer Staupeepidemie gestorben waren. In seinen Bemühungen suchte er im ganzen Land nach überlebenden Hunden. In einer Zeitspanne von etwa 30 Jahren besaß er insgesamt 82 von ihnen, aus denen er eine Rasse zu formen versuchte. 1945 wurden dann 15 Nova Scotia Duck Tolling Retriever im Kennel Club registriert. 1981 erfolgte die Anerkennung durch die FCI.
Einen extrem großen Einfluss auf die Rasse hatte später Avery Nickerson mit seinem Harbourlight Kennel. Er war schon als Jugendlicher ein passionierter Jäger auf Wasservögel und Fasane. Durch seine Zuchtanstrengungen wurden die jagdlichen Eigenschaften des Nova Scotia Duck Tolling Retrieves speziell auch für das Upland Hunting (z. B. die Fasanenjagd) verbessert. Fast alle heutigen Rassevertreter haben irgendwo in ihrem Stammbaum einen Harbourlight Hund verzeichnet.
Der Nova Scotia Duck Tolling Retriever verbreitete sich zunächst in Kanada und den USA. Erst 1980 kam der erste Hund nach Dänemark, 1984 nach Schweden, 1985 nach Finnland und 1988 nach England. Der erste Wurf in Deutschland fiel 1996 im Deutschen Retriever Club (DRC). Heute leben die meisten Nova Scotia Duck Tolling Retriever nicht mehr in Kanada, sondern in Schweden.

## Beschreibung

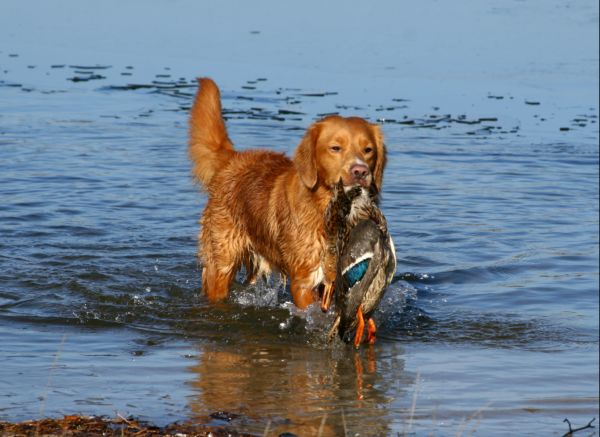
Duck Tolling Retriever im Einsatz

Der Nova Scotia Duck Tolling Retriever wurde gezüchtet, um aus eisigen Gewässern zu apportieren; er hat ein wasserabweisendes doppeltes Haarkleid. Er wird bis zu 51 cm groß, das Gewicht sollte in Relation zur Größe und Knochenbau des Hundes stehen. Richtwerte sind 20 bis 23 kg für Rüden und 17 bis 20 kg für Hündinnen. Er hat mittellanges, weiches Haar mit dichter, weicher Unterwolle, das Deckhaar variiert in Schattierungen von rot bis orange, wobei die Befederung und die Unterseite der Rute farblich heller sind. Die Ohren sind dreieckig, mittelgroß, hoch und weit hinten am Schädel angesetzt, dabei am Ansatz sehr leicht angehoben.

## Populationsgenetik und Kreuzungsversuche
Nach wissenschaftlichen Studien weist die Rasse ein sehr hohes Inzuchtniveau von 26 Prozent auf, was bedeutet, dass die Hunde untereinander enger verwandt sind als Vollgeschwister. Es wurde damit auch erklärt, dass die effektive Zuchtpopulation bei 18 liegt. Zur Verbreiterung der genetischen Variabilität und zum Erhalt der Rasse ist eine Einkreuzungen von Hunden anderer Rassen vonnöten. Die Reinzucht des Nova Scotia Duck Tolling Retrievers wird im Gutachten der Genetikerin Irene Sommerfeld-Stur der Veterinärmedizinischen Universität Wien als Verstoß gegen das Tierschutzgesetz, als Qualzucht gewertet, da aufgrund der gesundheitlichen und genetischen Situation auch mit kranken Nachkommen gerechnet werden muss. Die australische Genetikerin Claire Wade von der Universität Sydney widerspricht dem und warnt vor den gewissen Risiken, die Einkreuzungen mit sich bringen würden.
Einem Einkreuzungsprojekt wurde im Januar 2011 vom VDH mit Auflagen zugestimmt. Der Deutsche Retriever Club, der kanadische Nova Scotia Duck Tolling Retriever Club of Canada und der britische Nova Scotia Duck Tolling Retriever Club of UK lehnen das Vorhaben entschieden ab.

## Verwendung
Der Nova Scotia Duck Tolling Retriever ist ein talentierter und verlässlicher Apportierer zu Wasser und zu Land. Gezüchtet zur Entenjagd, wird der Nova Scotia Duck Tolling Retriever heute auch als vielseitiger Familienhund und als Sporthund in vielen Disziplinen eingesetzt. Die auch Toller genannte Retriever-Rasse ist sehr intelligent, gelehrig, hat große Ausdauer und ist ein starker und befähigter Schwimmer. 

## Wesen
Der Nova Scotia Duck Tolling Retriever ist ein Hund, der ein sehr ausgeprägtes Spielverhalten zeigt. Er schwimmt gern, apportiert gut und gilt als intelligent und sehr gelehrig. Der Rasse ist hohe Ausdauer und Schnelligkeit eigen. Retrieveruntypisch zeigt er bisweilen einen deutlichen Hütetrieb. Der Nova Scotia Duck Tolling Retriever ist ein Rassehund für erfahrene Hundeführer oder Anfänger, die bereit sind, sich mit dieser sehr speziellen Rasse auseinanderzusetzen und die dem Hund ein adäquates Umfeld mit entsprechender Beschäftigung bieten können, zum Beispiel mit Hilfe von Agility oder Dummytraining.

## Krankheiten
Der Toller zeigt eine Prädisposition für verschiedene Autoimmunerkrankungen, beispielsweise für SRMA, Systemischer Lupus erythematodes (SLe), Addison Disease oder immunbedingte Polyarthritis.